# Antoni Mateu Ferrer

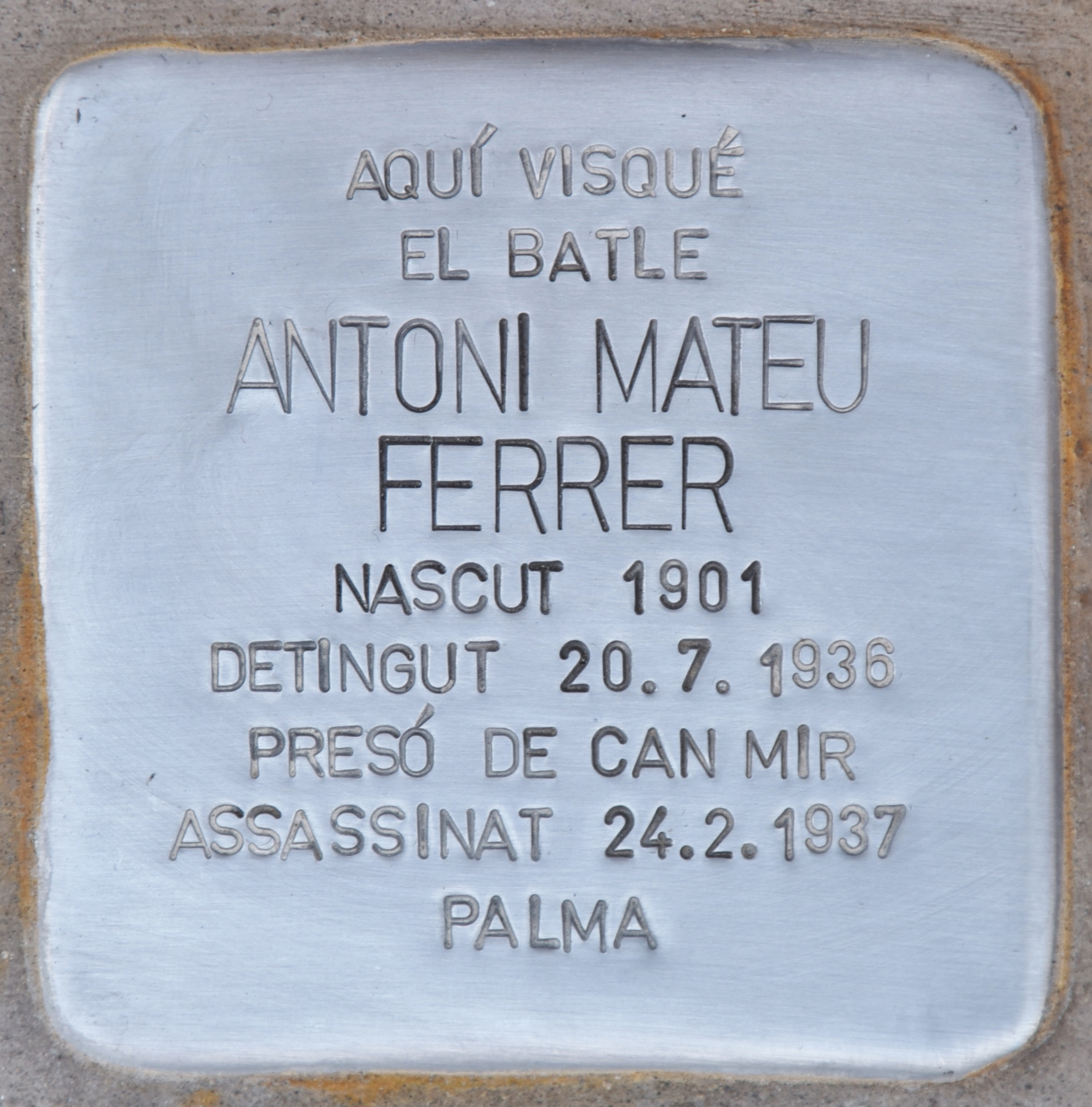
Remembrance Stone

Antoni Mateu Ferrer (Inca, Baleares, 1901 - Palma de Mallorca, 24 de febrero de 1937) fue un político español. Militante republicano, fue alcalde de Inca entre 1932 y 1933. Durante su administración se crearon la banda municipal, la biblioteca municipal y el laboratorio de la casa Cuna, se construyeron la Escuela Graduada, la Escuela de Artes y Oficios y el dispensario de la Casa de Socorro. También se compró un solar en el camino viejo de Llubí para construir otra escuela y se hizo un proyecto de conservación de los molinos de Inca.
En 1934, fue uno de los fundadores de Esquerra Republicana Balear y formó parte su comité ejecutivo. Al producirse el golpe de Estado de julio de 1936 que dio lugar a la Guerra Civil, fue detenido por las tropas sublevadas, sometido a un consejo de guerra sumarísimo, condenado por "rebelión militar" por considerarse probado por los sublevados que "al mando de traidores militares, hostilizando a las fuerzas del Ejército trataban de levantarse en armas" y ejecutado el 24 de febrero de 1937 en una tapia del cementerio de Palma junto con Emili Darder, Alexandre Jaume Rosselló y Antoni Maria Ques Ventayol.